# Rue (Zwitserland)
Rue is een gemeente en plaats in het Zwitserse kanton en maakt deel uit van het district Glâne.
Rue telt 1099 inwoners.